# Józef Koriot
Józef Koriot vel Koryot vel Koriott (ur. 24 marca 1785 w Reszlu na Warmii, zm. 25 marca 1855 w Warszawie) – kartograf i topograf wojskowy, major Armii Księstwa Warszawskiego, pułkownik Wojska Polskiego Królestwa Kongresowego i generał lejtnant Armii Imperium Rosyjskiego.
Urodził się w rodzinie niemieckiej, ojcem był Martin Koriot, a matką Katharina z domu Grossman.
Od 1 stycznia 1807 służył w armii Księstwa Warszawskiego, najpierw jako kadet w kompanii artylerii w Warszawie, potem jako podporucznik Szkoły Aplikacyjnej Artylerii i Inżynierów. W 1809 walczył przeciw Austrii; po odbyciu tej kampanii został asystentem, a później wykładowcą w Szkole Aplikacji Artylerii. Był też członkiem Rady Administracyjnej Korpusu Inżynierów.
1 kwietnia 1810 został mianowany porucznikiem, a 20 stycznia 1812 kapitanem saperów. W 1813 będąc oficerem sztabowym korpusu J. Poniatowskiego (od 25 lipca w korpusie C. Victora) brał udział m.in. w bitwach pod Dreznem, Lipskiem i Hanau; odznaczony za to Krzyżem Złotym Orderu Virtuti Militari. Za kampanię we Francji w 1814 otrzymał Krzyż Kawalerski francuskiej Legiii Honorowej i stopień majora. W latach następnych brał udział w pracach Biura Topograficznego Korpusu Inżynierów (od 1815 jako zastępca szefa) i wykładał geometrię wykreślną na Królewskim Uniwersytecie Warszawskim i w Szkole Wojskowej Aplikacyjnej, gdzie od 1820 był profesorem geometrii wykreślnej i fortyfikacji polowych. 21 maja 1820 awansował do stopnia podpułkownika.
Brał udział w powstaniu listopadowym w 1831, podczas którego budował zewnętrzne fortyfikacje i okopy Warszawy, za co awansował do stopnia pułkownika.
Po upadku powstania listopadowego objęła go amnestia. Złożył wniosek, wraz z porucznikiem Leszczyńskim oraz pułkownikami Alfoncem i Dönhoffem, o przyjęcie do armii rosyjskiej. Przyjęty do niej w 1832 w stopniu podpułkownika do Korpusu Topografów, w 1835 awansował do pułkownika, w 1837 do generał-majora i w 1844 do generał-lejtnanta, po czym 16 marca tegoż roku przeszedł na emeryturę.

## Dorobek
Słabo znając język polski i francuski Koriot nie miał wielkich zasług jako wykładowca. Był jednak pracowitym i dobrym fachowcem, pozostawił znaczną ilość map i planów stanowiących dziś cenne źródła historyczne, m.in. Czerniakowa i okolic (z 1813), twierdzy Modlin (z 1814), twierdzy Zamość (z 1818). Brał udział w opracowaniu kilku kolejnych planów Warszawy, w tym m.in. opartego na jego własnym systemie triangulacji oraz mapy topograficznej Królestwa Polskiego (1843).